# Chesapeake Mill
Chesapeake Mill er en vandmølle i Wickham, Hampshire, England. Møllen blev designet og bygget i 1820 af tømmer fra United States Navy-fregatten USS Chesapeake. Chesapeake var blevet kapret af Royal Navy-fregatten HMS Shannon under den britisk-amerikanske krig. John Prior betalte £500 for tømmeret, da det blev solgt fra Portsmouth flådeværft. Møllens interiør blev designet ud fra dimensionerne på dæksbjælkerne. Møllen var i drift indtil 1976 og bruges i dag som en antik- og gavebutik.